# Anisomorpha ferruginea
Anisomorpha ferruginea is een insect uit de orde Phasmatodea en de  familie Pseudophasmatidae. De wetenschappelijke naam van deze soort is voor het eerst geldig gepubliceerd in 1805 door Palisot de Beauvois.